# ТУ8СПА
ТУ8СПА (рос. Тепловоз-дрезина Узкоколейный, тип 8) — експериментальний російський вузькоколійний тепловоз для колії шириною 750 мм. Створений 1993 на Камбарському машинобудівному заводі.
У складі будівельно-ремонтного поїзда забезпечує розбирання та укладання ланок довжиною 8 м з рейок Р18 і Р24, блокових стрілкових переводів. При необхідності може бути виконана і роздільна збірка, а також підготовчі, ремонтні та допоміжні будівельні операції.
Основною одиницею будівельно-ремонтного поїзда є енергоагрегат, який працює в технологічному режимі, як пересувна електростанція.

## Історія створення
Камбарський машинобудівний завод випустив 1993 енерго-агрегат ТУ8СПА-0053 у складі колієукладального поїзда. Цей тепловоз побудовано в єдиному екземплярі, і, за винятком двигуна ЯМЗ-236, він аналогічний конструкції тепловозів ТУ6СПА.

## Поїзд будівельно-ремонтний
Будівельно-ремонтний поїзд призначений для комплексної механізації будівництва тимчасових шляхів залізниць з шириною колії 750 мм в лісозаготівельній, торфообробній та інших галузях промисловості.
Основними роботами, які виконуються поїздом ТУ-СПА, є ланкове укладання та розбирання колійної решітки та блочних стрілочних переводів, поелементно укладання та розбирання колійної решітки та стрілочних переводів діючих залізничних колій. Крім того, поїздом ТУ-СПА виконуються підготовчі та допоміжні роботи при будівництві тимчасових залізничних колій: розчищення дорожньої смуги підготовка основи шляху, прибирання деревини тощо.
Поїзд складається з енергосилового агрегату, рейкоукладача, а також чотирьох спеціально обладнаних платформ для перевезення ланок колійної решітки та інших колійних матеріалів.
Енергосиловий агрегат, виконаний на базі дрезини, є локомотивом і забезпечує електроенергією поїзд. На рамі під капотом встановлено генератор, що живить електроенергією електродвигун технологічного пересування складу при укладанні або розбиранні колійної решітки, дворядна лебідка для переміщення пакетів ланок по платформах і виконання підготовчих і допоміжних робіт. В кабіні машиніста встановлений щит управління генератором і електрошафа управління електрифікованими механізмами. Для живлення ланцюгів керування, освітлення і переносного електроінструменту встановлений понижуючий трансформатор.